# Hortonioideae
Hortonioideae es una subfamilia de plantas de flores perteneciente a la familia Monimiaceae.

## Géneros
- Filamentos con 2 apéndices nectaríferos basales.

- Flores perfectas.

- Hortonia Wight ex Arn., 1838. Sri Lanka